# Metastelma fiebrigii
Metastelma fiebrigii är en oleanderväxtart som beskrevs av Rudolf Schlechter. Metastelma fiebrigii ingår i släktet Metastelma och familjen oleanderväxter. Inga underarter finns listade i Catalogue of Life.